# Henry P. Cheatham

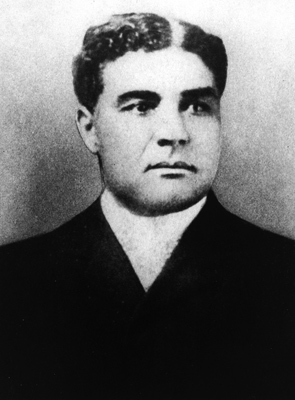
Henry P. Cheatham

Henry Plummer Cheatham (* 27. Dezember 1857 bei Henderson, North Carolina; † 29. November 1935 in Oxford, North Carolina) war ein US-amerikanischer Politiker. Zwischen 1889 und 1893 vertrat er den Bundesstaat North Carolina im US-Repräsentantenhaus.

## Werdegang
Henry Cheatham besuchte die öffentlichen Schulen seiner Heimat und studierte danach bis 1883 an der Shaw University in Raleigh. In den Jahren 1883 und 1884 leitete er die State Normal School für afroamerikanische Schüler in Plymouth. Cheatham studierte Jura, hat aber nicht als Anwalt gearbeitet. Nach einem Umzug in seine Geburtsstadt Henderson fungierte er zwischen 1884 und 1888 als Notar (Register of Deeds) im Vance County. Politisch war er Mitglied der Republikanischen Partei. In den Jahren 1892 und 1900 nahm er als Delegierter an den jeweiligen Republican National Conventions teil.
Bei den Kongresswahlen des Jahres 1888 wurde Cheatham im zweiten Wahlbezirk von North Carolina in das US-Repräsentantenhaus in Washington, D.C. gewählt, wo er am 4. März 1889 die Nachfolge von Furnifold McLendel Simmons antrat. Nach einer Wiederwahl konnte er bis zum 3. März 1893 zwei Legislaturperioden im Kongress absolvieren. Dort war er Mitglied im Bildungsausschuss, im Ausschuss zur Kontrolle der Ausgaben für staatliche Gebäude und im Landwirtschaftsausschuss. Im Jahr 1892 wurde er nicht bestätigt.
Zwischen 1897 und 1901 arbeitete Cheatham als Notar. 1907 zog er nach Oxford. Dort übernahm er die Leitung des staatlichen Waisenhauses für afroamerikanische Kinder, an dessen Gründung er im Jahr 1887 beteiligt war. Diesen Posten bekleidete er bis zu seinem Tod im Jahr 1935. Cheatham war auch Präsident der Vereinigung der Afroamerikaner in North Carolina. Außerdem arbeitete er in der Landwirtschaft und als Gastredner.